# وولا سنکووا
وولا سنکووا (به لاتین: Wola Sękowa) یک روستا در لهستان است که در گمینا بوکووسکو واقع شده‌است. وولا سنکووا ۲۲۰ نفر جمعیت دارد.